# Gerardo Ayzanoa
Gerardo Ayzanoa del Carpio (29 de diciembre de 1930) es un educador peruano.

## Biografía
Estudió Educación en la Universidad Nacional de Educación - La Cantuta. Se graduó como profesor de educación secundaria con especialidad en Planificación de la Educación. Realizó estudios de postrado en Centro de Altos Estudios Militares de Lima, el Centro para Desarrollo Económico y Social de Santiago de Chile, el Instituto Internacional de Planeamiento de la Educación de París y en la Escuela Superior de Administración de Negocios (ESAN) de Lima.
Se ha desempeñado como especialista principal del Departamento de Asuntos Educativos de la Organización de los Estados Americanos en Washington D. C.. Fue también consultor del Latinoamerican Program of Education de la Universidad de Nuevo México y la Universidad Internacional de Florida y también como asesor de la UNESCO para América Central y Panamá.
Fue Jefe del equipo técnico de la Sociedad de Estudios Generales y Técnicos (SODETEG) de París.
En el Ministerio de Educación del Perú se desempeñó como director general de la Escuela de Planificación Sectorial y como Viceministro de Gestión Institucional (2001-2002). 

## Ministro de Educación
El 12 de julio de 2002, fue nombrado Ministro de Educación del Perú por el presidente Alejandro Toledo.
Desde mayo de 2003 enfrentó una huelga general indefinida de maestros, quienes exigían incrementos en el salario. Los maestros fueron respaldados por la Confederación General de Trabajadores. El paro se transformó en protestas cada vez más violentas y el gobierno de Alejandro Toledo declaró el Estado de Emergencia a nivel nacional.
Tras distintos diálogos con los grupos manifestantes en los que participó el ministro Ayzanoa y el presidente del Consejo de Ministros Luis Solari, se levantó la huelga de maestros el día 11 de junio.
Ayzanoa renunció al cargo el 28 de junio de 2003.

## Publicaciones
- Planeamiento y Gestión Educativa (1999)

## Reconocimientos
- Orden de las Palmas Magisteriales en el grado de Amauta
- Profesor Honorario de la Universidad Nacional de Educación
- Premiado con la Medalla de la Municipalidad Metropolitana de Lima, en calidad de Educador Ilustre